# Фрекацеј (Браила)
Фрекацеј (рум. Frecăţei) насеље је у Румунији у округу Браила у општини Фрекацеј. Oпштина се налази на надморској висини од 3 m.

## Становништво
Према подацима из 2002. године у насељу је живело 1650 становника, од којих су сви румунске националности.

### Хронологија
| Година       | 1992 | 1993 | 1994 | 1995 | 1996 | 1997 | 1998 | 1999 | 2000 | 2001 | 2002 | 2003 | 2004 | 2005 | 2006 | 2007 | 2008 | 2009 | 2010 | 2011 | 2012 | 2013 | 2014 | 2015 | 2016 | 2017 |
| ------------ | ---- | ---- | ---- | ---- | ---- | ---- | ---- | ---- | ---- | ---- | ---- | ---- | ---- | ---- | ---- | ---- | ---- | ---- | ---- | ---- | ---- | ---- | ---- | ---- | ---- | ---- |
| Становништво | 1626 | 1601 | 1565 | 1553 | 1527 | 1503 | 1555 | 1545 | 1559 | 1548 | 1559 | 1572 | 1560 | 1578 | 1569 | 1566 | 1539 | 1515 | 1489 | 1482 | 1436 | 1433 | 1419 | 1422 | 1427 | 1403 |